# Raffaello Schiaminossi

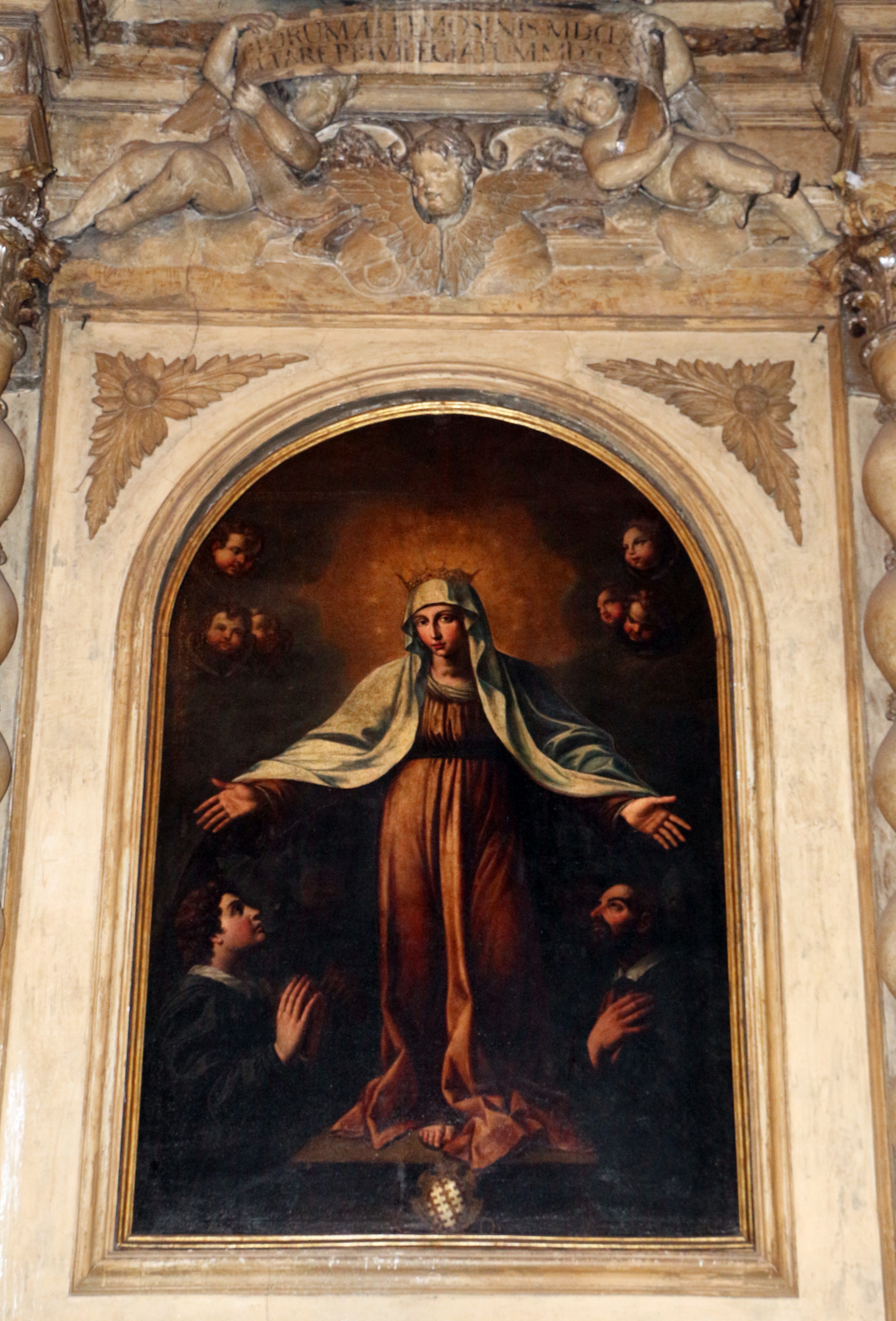
Notre-Dame de la Miséricorde, Cathédrale de Sansepolcro

Raffaello Schiaminossi (né à Sansepolcro en 1572 et mort dans la même ville en 1622) est un graveur et peintre italien de la période maniériste tardive et du début du baroque, actif principalement en Toscane.

## Biographie
Raffaello Schiaminossi s'est formé à Sansepolcro auprès des frères Giovanni et Cherubino Alberti.
Il a gravé des œuvres d'après Cornelis Cort, Federico Barocci,  et Ventura Salimbeni . Ce dernier lui a fourni  des dessins de sa série de gravures intitulée Quindecim Mysteria Rosarii Beatæ Mariæ Virginis (« Les Quinze mystères du Rosaire »). 
Un tableau d'un artiste italien anonyme vendu aux enchères en 2016 s'est avéré avoir un support constitué d'une plaque de cuivre de Schiaminossi partiellement découpée, le frontispice de sa série de gravures Douze Césars de 1606.